# Canale di Smith
Il canale di Smith  è una via d'acqua naturale nell'oceano Artico, nella Regione di Qikiqtaaluk, Nunavut, Canada.
È il passaggio di mare che separa la Groenlandia dall'isola di Ellesmere e collega la baia di Baffin con la baia di Kane, formando parte dello stretto di Nares. 
Lo stretto fu scoperto nel 1616 da William Baffin e fu originariamente chiamato  baia di Sir Thomas Smith in onore del diplomatico inglese Sir Thomas Smyth. La spedizione seguente ebbe luogo solo molti anni dopo, per opera di John Ross, nel 1818. Da questo momento venne chiamato con il nuovo ed attuale nome di  canale di Smith. 
Nel 1852 Edward Augustus Inglefield penetrò oltre quanto fatto da Baffin, raggiungendo la più alta latitudine in Nord America per quel tempo.